# Vorontsovskaja
Vorontsovskaja (Russisch: Воронцовская ) is een station aan de Grote Ringlijn van de Moskouse metro. De opening van het station, onderdeel van het baanvak Kachovskaja – Koentsjevkaja, vond plaats op 7 december 2021.

## Naam
In de eerste plannen kreeg het station de naam Kaloezjskaja net als het aansluitende station aan de Kaloezjsko-Rizjskaja-lijn. Op 29 juli 2015 besloot het stadsbestuur van Moskou om het station te noemen naar het landgoed Vorontsovo dat ongeveer 800 meter ten noordwesten van het station ligt. 
De Russische Academie van Wetenschappen stuurde twee brieven naar de burgemeester van Moskou met het verzoek om het station te noemen naar de wiskundige Mstislav Keldysj. De eerste brief van begin 2016 stelde de naam Plosjtsjad Akademik Keldysj voor als verwijzing naar het plein bij de zuidelijke verdeelhal van Kaloezjskaja. De naamgevingscommissie wees dit af wegens de lengte en de lastige uitspraak. Medio 2017 volgde de tweede brief nu met de naam Plosjtsjad Keldysj. Deze keer werd een stemming op het digitale inspraakportaal Actieve burger georganiseerd waarbij gekozen kon worden uit de opties Akademik Keldysj Plosjtsjad, Kaloezjskaja en Vorontsovskaja. De uitslag van de stemming in augustus 2018 was dat 58,62 % had gekozen voor Vorontsovskaja, de oude naam van het district waar het station ligt.

## Ontwerp
Het station ligt tussen Novatorskaja en Zjoezino bij de kruising van de Profsojoeznajastraat met de Chleboboelotsjnyj dwarsstraat. Het ligt tegen de noordelijke verdeelhal van Kachovskaja haaks op de sporen van de Kaloezjsko-Rizjskaja-lijn. Het ondiep gelegen zuilenstation heeft twee verdeelhallen. De oostelijke is direct verbonden met de noordelijke verdeelhal van Kachovskaja, terwijl de westelijke verdeelhal een toegang heeft aan de Starokaloezjskoje Sjosse. Mosinzjprojekt ontwierp het station met architect A.L. Vigdorov.

## Chronologie
- 28 juni 2017 Bouw van het zuidelijke deel van de Grote Ring, tussen Kachovskaja en Prospekt Vernadskogo, begint.
- 29 maart 2018 Bouw van het station begint
- 24 juni 2019 De tunnel van Vorontsovskaja naar Oelitsa Novatorov is voltooid.
- 7 december 2021, begin van de reizigersdienst.